# Klaus Nagora
Klaus Nagora (* 29. Oktober 1935) ist ein deutscher Dirigent und Hochschullehrer.

## Leben und Werk
Klaus Nagora wirkte als Professor an der Musikhochschule Stuttgart und leitete dort die Opernschule.
1983 verließ Samuel Friedmann die Württembergische Philharmonie Reutlingen und ging an das Stadttheater St. Gallen. Auf die freigewordene Dirigentenstelle bewarben sich 151 Kandidaten. Die selbstbewussten Orchestermusiker wollten oder konnten sich nicht auf einen Nachfolgekandidaten einigen. In dieser Situation wurde Klaus Nagora zum kommissarischen Leiter des Orchesters berufen. In seiner kurzen Amtszeit bis 1985 konnte Nagora die Wogen glätten und die Württembergische Philharmonie sicher durch das Interregnum der 1980er Jahre führen. Die Wahl für die Orchesterleitung fiel 1985 auf den Katalanen Salvador Mas.
Klaus Nagora bearbeitete eine ursprünglich von Christian Boesch stammende Fassung der Zauberflöte Mozarts – „Zauber(flöten)reich Theater“ – für 9 Singstimmen und 9 Instrumente unter dem Titel Die Zauberflöte für Kinder. Obwohl Kürzungen vorgenommen wurden (Gesamtdauer inkl. Pause 110 Min.), blieb der originale Notentext weitgehend erhalten. Jungen Sängern und Sängerinnen soll so die Möglichkeit eröffnet werden, in gekürzten Rollen auch außerhalb der Hochschule auftreten zu können.